# Bruce Bartlett
Bruce Bartlett (ur. 1951) – amerykański historyk ekonomii, pisarz i publicysta, specjalista od ekonomii podaży. Służył jako doradca do spraw polityki wewnętrznej prezydenta Ronalda Reagana i jako urzędnik Departamentu Skarbu w czasie rządów George W. Busha.
Autor ponad 900 artykułów publikowanych w wielu czasopismach, w tym „Wall Street Journal”, „New York Times”, „Los Angeles Times” i „The Washington Post”, jak również w wielu magazynach, takich jak „Fortune”. Autor książki Impostor: How George W. Bush Bankrupted America and Betrayed the Reagan Legacy (Oszust. Jak George W. Bush doprowadził do bankructwa Ameryki i zdrady dziedzictwa Reagana). W latach 80. pracował również dla administracji republikańskich na licznych stanowiskach. Głównym obszarem jego zainteresowania są reformy podażowej strony gospodarki (supply-side economics).